# KWordQuiz
KWordQuiz – program, który służy głównie do nauki nowego słownictwa, będący częścią KDE Education Project, które z kolei jest częścią środowiska graficznego KDE. Program jest dostępny na licencji GNU GPL. KWordQuiz używa formatu kvtml. Można go wykorzystać do nauki słownictwa praktycznie wszystkich języków świata, ponieważ w pełni wspiera Unicode. Poza nauką słownictwa można wykorzystać go do uczenia się terminologii z wielu innych dziedzin nauki, np. do nauki stolic państw świata. 

## Tryby nauki
Program ten składa się z kilku trybów. W jednym mamy dwie kolumny do których możemy wpisywać poszczególne słówka lub zwroty i ich tłumaczenia. Drugi to typowy program typu flashcard, w trzeciej wyświetla się jedno słowo/zwrot oraz trzy słowa z drugiej kolumny do wyboru. W ostatnim trybie wyświetla się słówko i należy ręcznie wpisać jego tłumaczenie. We wszystkich trybach istnieje możliwość, czy mają się pojawiać słówka z jednego języka na drugi, odwrotnie lub losowo.

## Podobne programy
W KDE 4 KWordQuiz zastąpił KVocTrain będący częścią KDE 3. Istnieje także wersja dla Windows, Mac OS X oraz iPad o nazwie WordQuiz. Oprócz tego programu w  środowisku KDE możemy znaleźć program spełniający podobne funkcje o nazwie Parley.